# San Isidro (Vázquez de Coronado)
San Isidro è un distretto della Costa Rica, capoluogo del cantone di Vázquez de Coronado, nella provincia di San José.